# 장크트갈렌
장크트갈렌(독일어: Sankt Gallen, 프랑스어: Saint-Gall 생갈[*], 이탈리아어: San Gallo 산갈로[*])은 스위스 장크트갈렌주의 주도로, 16만여 명의 도시권 인구를 거느리는 스위스 동부의 중심 도시이다. 표고 700미터 정도로 스위스에서 가장 표고가 높은 도시의 하나이며, 겨울에는 적설량이 상당하다. 생갈렌은 스위스 동부에서 제법 큰 도시로, 알프스 자연으로 대변되는 스위스에서는 드물게, 오랜 역사와 문화를 대표하는 도시로 손꼽힌다.
스위스 유수의 바로크 건축의 성당이 있으며, 로코코풍의 수도원 부속도서관에는 2,000점에 이르는 필사본이 소장되어 있다. 수도원은 1983년 유네스코 세계 문화 유산에 등록되었다. 612년 아일랜드 수도사 갈루스가 처음 이곳을 발견하고 도시의 기반을 다졌다. 당시 곰이 도와주었다는 전설이 전해 내려와 수도원과 도시 곳곳에는 곰의 문양과 상징도 함께 있다. 장크트갈렌이란 도시의 이름도 훗날 성 갈루스를 기리면서 명명한 것이고, 8세기에는 그의 이름을 딴 수도원도 지었다. 이름난 수도사들이 이 수도원에서 오랜 기간 라틴어 성경을 필사하며 금욕 생활을 했다. 또 당시에는 수도원이 중세의 유일한 교육 기관이어서 귀족 자제들이 글을 배우는 학교 구실을 하며, 학문과 지식의 중심지 역할을 했다. 장크트갈렌은 9세기에 접어들어 이 수도원을 통해 중세 유럽의 학문과 예술의 중심지로 번성하게 되었다. 9∼11세기에는 독일의 문화와 예술의 중심지를 이루었다. 1311년 자유도시가 되고, 1454년 스위스 동맹에 가입했다. 1798년까지 수도원장이 지배하였으나, 1805년 수도원이 폐지되었다. 예부터 린네르·면직물 공업이 발달한 지방상공업의 중심지로, 20세기 초에는 레이스와 자수의 명산지였다. 도시 곳곳에서 당시의 부유했던 흔적인 퇴창도 고스란히 보존되어 있다. 현재는 전통적인 산업 외에 의복·직물·유리·금속제품 등의 근대산업도 발달하였다.
장크트갈렌에는 경영학으로 유명한 스위스의 공립대학 장크트갈렌 대학교(University of St. Gallen (HSG))가 있다. 1898년 설립되어 1899년에 문을 연 '상업학교(business academy)'의 후신이다. 1911년 상업계 대학교로 승격하면서 현재의 교명으로 바꾸었다. 1963년 지금의 캠퍼스로 이전하였다. 1980년대 들어 학교의 규모를 확장하여 스위스에서 가장 큰 상업계 대학이 되었으며, 주로 경제와 경영, 행정과 정치, 법조계의 지도자, 중등학교의 상업계 교사를 양성하기 위한 교육에 중점을 두고 있다. 비즈니스 분야 대학으로는 세계에서 역사가 깊은 대학의 하나이다. 국제적으로 명성을 얻고 있는 외국의 상업계 대학들과 교류를 적극적으로 추진하여 많은 대학들과 협정을 체결했으며, 해마다 열리는 'ISC 경영 심포지엄'을 개최하는 대학으로도 명성을 떨치고 있다. 네슬레의 전 CFO인 볼크강 라이헨베르거(Wolfgang Reichenberger), 세계은행의 전 CFO인 헨리 마이어(Dr. Henri B. Meier)가 생갈대학교 출신이다.

## 역사

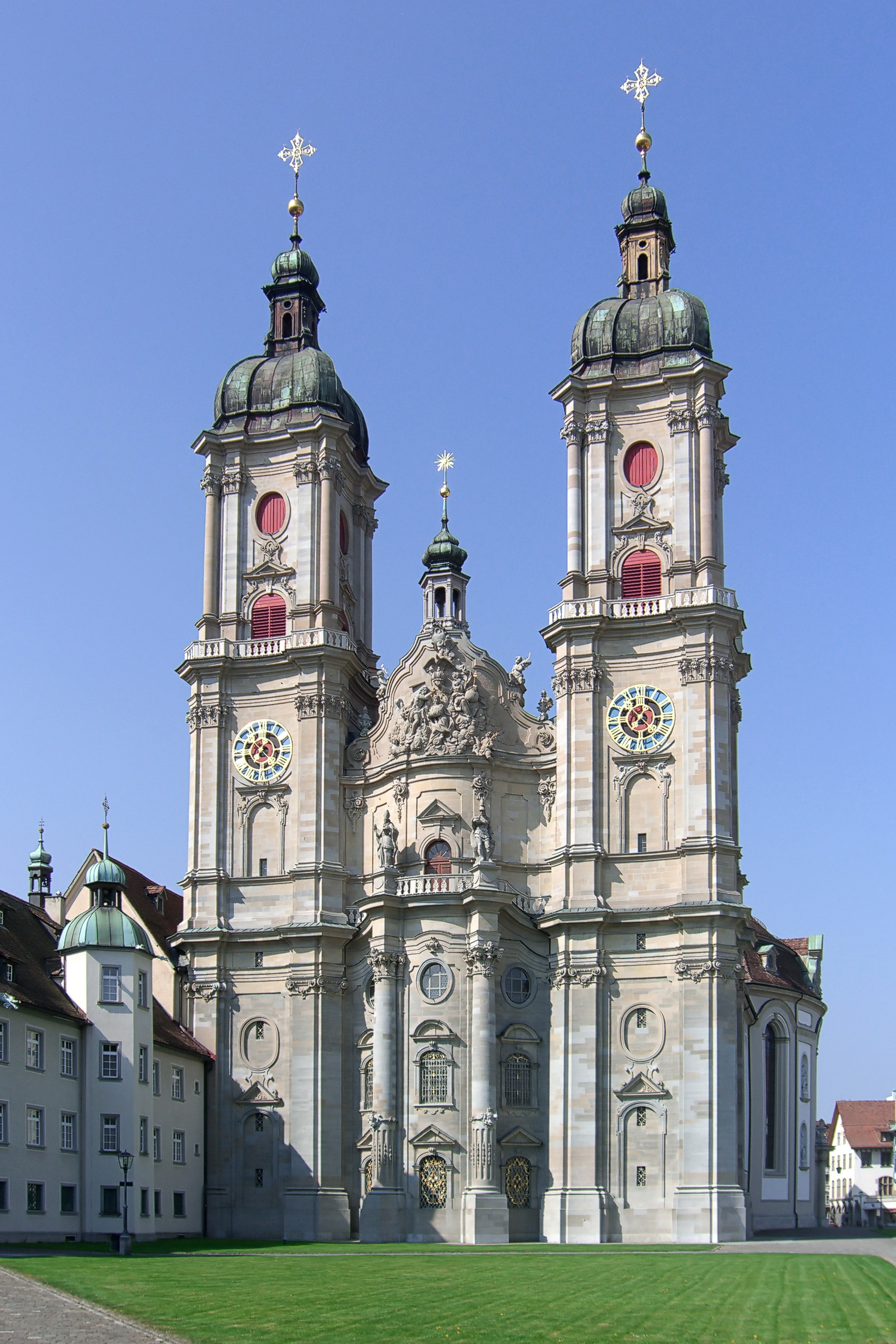
장크트갈 수도원 성당

### 초기사
장크트갈렌 타운은 8세기에 설립된 장크트갈 수도원(Abbey of St Gall)을 중심으로 성장했다.
수도원은 전설에 따르면 서기 612년 슈타이나흐 강가에 자리 잡은 아일랜드 선교사 갈루스의 암자 부지에 세워졌다고 한다.
수도원 자체는 720년경에 성 오트마르(Saint Othmar)에 의해 건립되었다.
수도원은 9세기에 번영했으며, 순례지이자, 무역의 중심지가 되었으며, 관련 게스트하우스, 마구간 및 기타 시설, 병원, 알프스 북쪽의 최초의 수도원 학교 중 하나가 되었다. 10세기에 이르러 수도원 주변에 정착지가 형성되었다.
926년 마자르족 약탈자들이 수도원과 주변 마을을 공격했다. 바티칸에 의해 공식적으로 시성된 최초의 여성인 성 비보라다(Wiborada)는 임박한 공격의 환영을 보고, 수도승과 시민들에게 도망치라고 경고했다. 수도사들과 수도원의 보물이 빠져나가는 동안 비보라다는 뒤에 남아 습격자들에게 살해당했다. 924년과 933년 사이에 마자르인들은 다시 수도원을 위협했고, 그 책들은 라이헨나우에 보관하기 위해 옮겨졌다. 모든 책이 반환된 것은 아니었다.
937년 4월 26일에 화재가 수도원의 많은 부분을 태웠고, 인접한 정착지로 번졌다. 그러나 도서관은 남겨두었다. 약 954년에 수도원 주변에 보호벽이 세워졌다. 975년에 수도원장 노트커가 성벽을 완성했고 인접한 정착촌은 장크트갈(St Gall) 마을로 성장하기 시작했다.
성문과 탑이 있는 성벽은 953년 ~ 954년에 수도원장 안노(Anno)와 971년 ~ 975년에 수도원장 노트커에 의해 지어졌으며, 처음에는 수도원과 관련 정착촌을 도시로 설정했다.

### 수도원으로부터의 독립
12세기 후반부터 장크트갈 시는 수도원으로부터의 독립을 점점 더 추진했다. 1180년에는 수도원장에게 면책할 수 있는 황실의 리브(reeve)가 마을에 설치되었다.
1207년, 독일의 왕 슈바비아의 필립은 울리히 폰 삭스 수도원장을 제국후(라이히퓌르스트 , Reichsfürst)로 임명했다. 교회의 공국으로서 장크트갈렌 수도원은 스위스 북부에서 중요한 영토 국가이자 주요 지역 권력을 구성하게 되었다.
장크트갈렌 시는 수도원장의 통치에서 점차적으로 자유로워졌다. 1291년 빌헬름 폰 몽포르 수도원장은 시민들에게 특별한 특권을 부여했다. 1353년경에는 직물 직조 길드가 이끄는 길드가 시민 정부를 장악했다. 1415년에 이 도시는 독일왕 지기스문트로부터 자유를 샀다.

### 구스위스 연방의 동맹
1405년에 수도원장의 아펜첼 영지는 성공적으로 반란을 일으켰고, 1411년에는 구스위스 연방의 동맹이 되었다. 몇 달 후, 장크트갈렌 마을도 동맹국이 되었다. 그들은 1454년 연방의 정회원으로 ‘영원한 동맹’에 가입했고, 1457년에는 수도원장에게서 완전히 자유로워졌다.
그러나 1451년에 수도원은 모두 연방의 일원인 취리히, 루체른, 슈비츠, 글라루스의 동맹이 되었다.
울리히 바른뷜러는 장크트갈렌의 초기 시장이었고, 아마도 가장 다채로운 사람 중 한 사람이었을 것이다. 울리히의 아버지인 한스는 15세기 초 장크트갈렌의 시정에서 두각을 나타냈다. 울리히는 1460년대 초에 공무에 입문하여 재능 있고, 야심찬 사람이 누릴 수 있는 다양한 직위와 영예를 얻었다. 그는 부르고뉴 전쟁에서 장크트갈렌 부대의 야전사령관으로서 훌륭한 자질을 보여주었다.
그랑송 전투(1476)에서 그의 군대는 연합의 진격 부대의 일부였으며, 그들의 유명한 공격에 참여했다. 장크트갈렌에서 영웅의 환영을 받고 의기양양하게 돌아가는 울리히의 대형 그림은 여전히 장크트갈렌에 전시되어 있다.
전쟁 후 바른뷜러는 종종 연맹의 여러 의회에서 장크트갈렌을 대표했다. 1480년 12월, 바른뷜러는 처음으로 시장직을 제안받았다. 그 이후로 그는 여러 지도직을 역임했으며 도시의 지적이고 정치적인 지도자로 여겨졌다.
동시대 사람을 잘 이해한 요아킴 파디안(Vadian)에 따르면, “울리히는 매우 지적이고, 관찰력이 뛰어나고, 유창한 사람으로 시민들에게 깊은 신뢰를 받았다.”남부 동맹들 사이에서 그의 평판도 상당했다. 그러나 1480년대 후반에 그는 그와 도시에 심각한 부정적인 결과를 초래할 분쟁에 휘말리게 되었다.

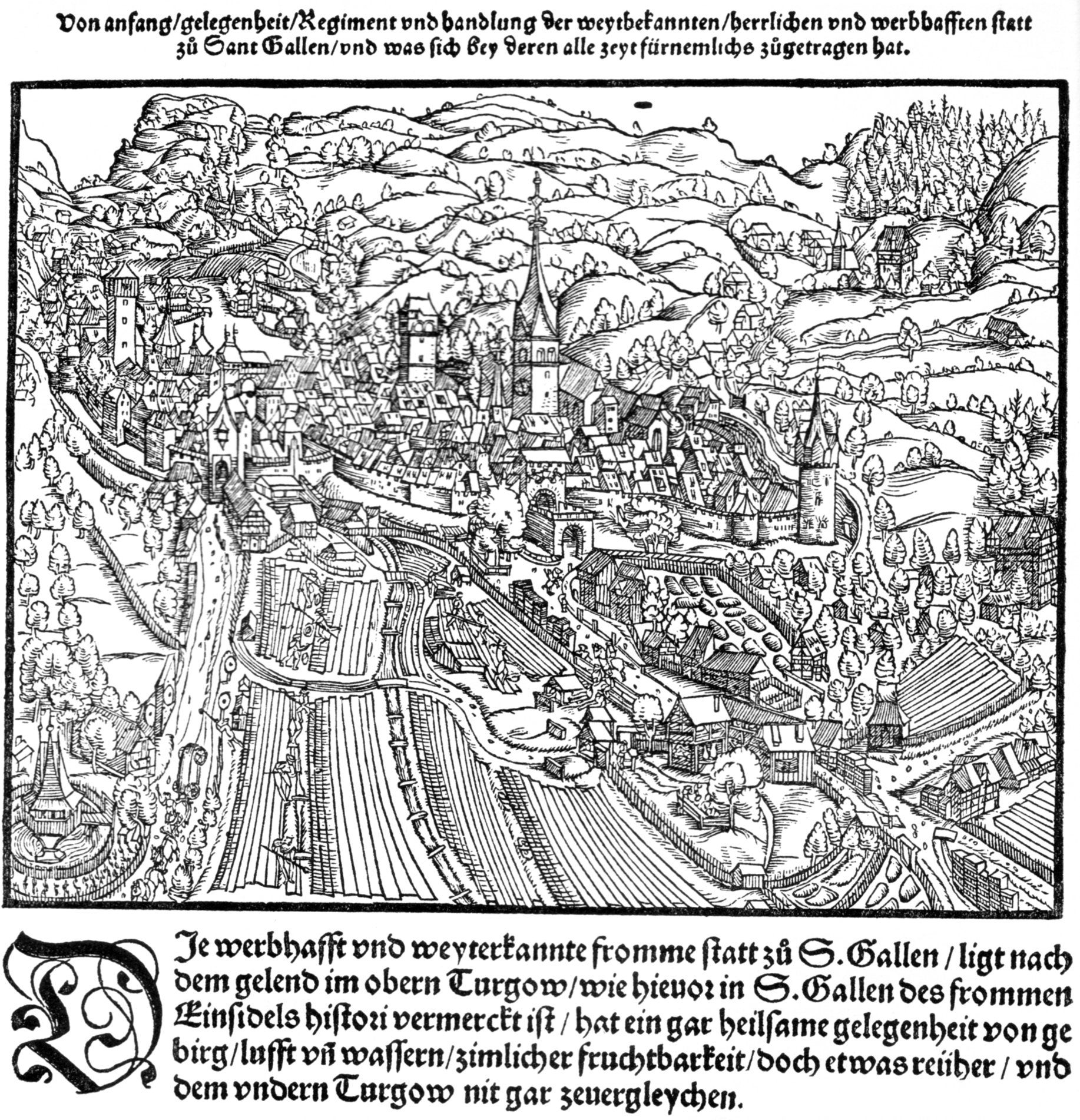
1548년 장크트갈렌

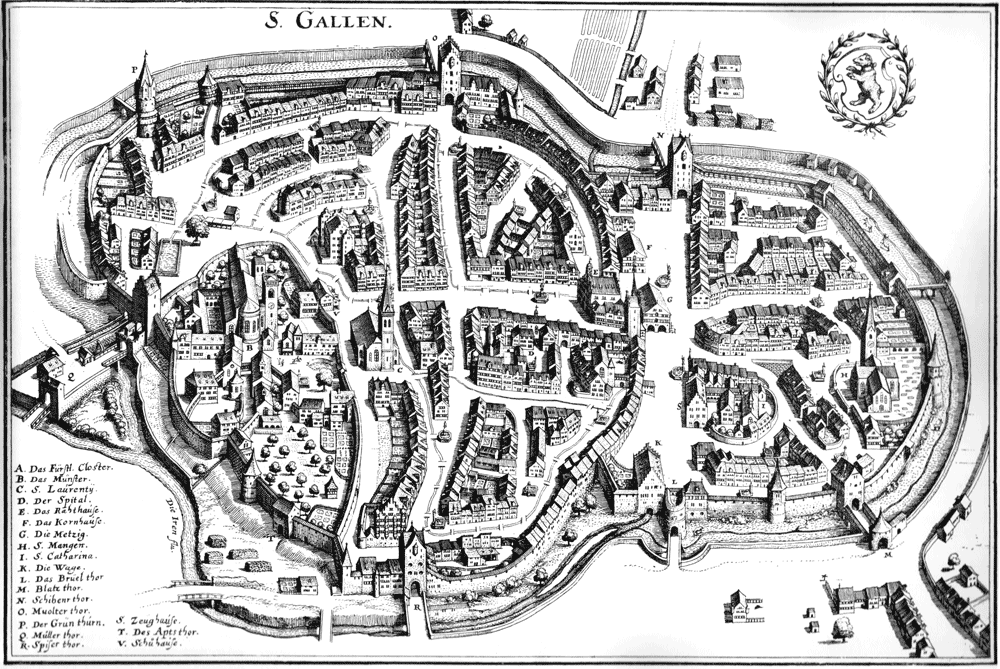
1642년 장크트갈렌

1463년에는 울리히 뢰쉬가 생갈 수도원의 관리를 맡게 되었다. 그는 야심찬 고위 성직자였으며, 그의 목표는 아펜첼 전쟁에서 패배한 후 가능한 모든 수단을 통해 수도원을 명성으로 되돌리는 것이었다.
그의 불안한 야망은 이웃의 정치적, 물질적 이익을 훼손했다. 그가 [콘스탄스 호수]]에 있는 로르샤흐로 수도원을 옮기려는 계획을 수행하기 위해 교황과 황제의 도움을 주선했을 때, 그는 자신의 재산을 걱정하는 라인강 계곡의 장크트갈렌 시민, 다른 성직자들, 아펜첼 귀족의 거센 저항에 부딪쳤다.
이 시점에서 바른뷜러는 고위 성직자와의 갈등에 들어갔다. 수도원의 세력이 커지는 것을 억제함과 동시에 그 발전에 제약을 받던 마을의 세력을 키우고자 하였다. 이 목적을 위해 그는 수도원장을 약화시킬 기회를 찾고 있던 농부와 아펜첼 주민들(광신적인 헤르만 슈벤디너가 이끄는)과 연락을 취했다.
처음에 그는 로르샤흐의 새로운 수도원 건설에 대해 수도원장과 4개 남부 동맹주(취리히, 루체른, 슈비츠, 글라루스)의 대표자들에게 항의했다. 그런 다음 1489년 7월 28일에 그는 장크트갈렌과 아펜첼에서 온 무장 군대로 하여금 이미 건설 중인 건물을 파괴하도록 했으며, 이를 로르샤허 클로스터브루히(Rorschacher Klosterbruch)라고 했다.
수도원장은 남군의 피해에 대해 불평했고, 완전한 보상을 요구했다. 그러나 울리히는 반소로 대응했고 슈벤디너와 협력하여 초당파적인 남군의 중재 노력을 거부했다. 그는 빌에서 로르샤흐까지의 성직자들이 수도원에 대한 충성을 포기하도록 동기를 부여했고, 대중 동맹이 결성된 발트키르히에서 열린 마을 사람들 모임에서 수도원에 반대하는 발언을 했다. 그는 연맹과 슈바벤 동맹 사이에 만연한 긴장 때문에 4개의 지지 칸톤이 무력으로 개입하지 않을 것이라고 확신했다. 그는 1490년 장크트갈렌 사람들이 그를 최고 행정관으로 재임하자, 그의 결심이 더욱 굳건해졌다.

### 1490년 침공
울리히 바른뷜러는 심각한 오판을 했다. 1490년 초에 4개 주는 수도원에 대한 의무를 다하고자 군대를 이끌고 장크트갈렌주를 침공하기로 결정했다. 아펜첼 사람들과 지역 성직자들은 큰 저항 없이 이 군대에 굴복했지만, 장크트갈렌 시는 결사항전을 준비를 하고 있었다. 그러나 동포들이 전투를 포기했다는 사실을 알게 되자 자신감을 잃었고, 시의 권력을 크게 제한하고 엄중한 처벌과 배상금으로 시를 부담시키는 화해안에 합의했다.
자신의 정치적 결정에 대한 책임에 압도된 울리히는 자신을 체포하려는 적군이 다가오자 패닉에 빠졌다. 목숨이 위태로웠고 전령으로 변장하여 도시를 탈출해야 했다. 그는 린다우와 인스브루크, 그리고 막시밀리안 황제의 궁전으로 향했다. 승자는 장크트갈렌 시 외곽에 있는 그의 재산을 몰수하고, 그를 연맹에서 추방했다. 울리히는 그 후 그의 재산 반환을 위해 제국 법원에 (그와 함께 달아난 슈벤디너도 마찬가지로) 항소했다.
소송은 프리드리히 2세와 막시밀리안의 지원을 받았으며, 재판은 수년 동안 계속될 것이라고 위협했다. 1496년에 그가 사망한 후 울리히의 아들 한스와 울리히가 소송을 계속했고, 결국 바른뷜러 가문이 재산을 되찾았다. 그러나 연방이 장크트갈렌 시의 소유권을 획득하고, 제국의 침입을 거부했기 때문에 다른 정치적 파급효과는 법원의 조치로 인해 발생했다. 따라서 갈등은 연맹과 장크트갈렌시 사이의 관계를 강화했다. 한편, 이 문제는 스위스와 독일 신성로마제국 사이의 소외를 심화시켰고, 이는 결국 슈바벤 전쟁 이후 완전한 분리로 이어졌다.
그의 경력이 부적절하게 끝났음에도 불구하고, 울리히 바른뷜러는 알브레히트 뒤러의 유명한 목판화로 인해 불후의 명성을 얻었다. 이 목판화는 현재 워싱턴 DC의 내셔널 갤러리 오브 아트(National Gallery of Art)에 있는 스미소니언 재단의 목판화 컬렉션의 일부이다.
바른뷜러의 아들들 중 장남(한스/요한)은 린다우의 시장이 되었다. 그는 바덴과 뷔르템베르크 바른뷜러가의 총대주교였다.

### 종교개혁
1526년부터 당시 시장이자 인문주의자인 요아킴 파디안은 장크트갈렌에 개신교 종교개혁을 도입했다. 수도원은 로마 가톨릭으로 남아 있는 동안 도시는 새로운 종교로 개종했다. 우상파괴적 폭동으로 수도사들은 도시를 탈출했고, 도시의 교회에서 형상을 제거해야 했지만, 요새화된 수도원은 그대로 남아 있었다. 수도원은 1803년까지 개신교 도시의 가톨릭 요새로 남아 있었다.

### 현대사
1798년, 나폴레옹은 구스위스 연방을 침공하여 앙시앵 레짐을 파괴했다. 헬베티아 공화국 아래에서 수도원과 도시는 모두 권력을 잃었고, 아펜첼과 결합되어 잰티스주가 되었다. 헬베티아 공화국은 스위스에서 널리 인기가 없었고 1803년에 전복되었다. 중재법에 따라 장크트갈렌 시는 개신교 장크트갈렌주의 수도가 되었다.
새로운 주의 첫 번째 행동 중 하나는 수도원을 진압하는 것이었다. 수도사들은 수도원에서 쫓겨났다. 마지막 대수도원장은 1829년 무리에서 사망했다. 1846년 지역 교구의 재배치로 세인트 갈은 별도의 교구가 되었다. 대수도원 교회는 대성당으로, 수도원 건물의 일부는 주교의 거주지로 지정되었다.
스웨덴의 전 왕이었던 구스타프 아돌프는 생의 말년을 장크트갈렌에서 보냈으며, 1837년 그곳에서 사망했다.
15세기에 장크트갈렌은 고품질 직물 생산으로 유명해졌다. 1714년에는 연간 38,000개의 천을 생산하여 정점에 도달했다. 첫 번째 불황은 18세기 중반에 강력한 외국 경쟁과 면화 생산 방법의 개혁으로 인해 발생했다. 그러나 장크트갈렌은 회복되었고 훨씬 더 번영하는 시대가 도래했다.
19세기 초, 장크트갈렌에서 최초의 자수 기계가 개발되었다. 1910년에 자수 생산은 스위스에서 가장 큰 수출 지점(총 수출 가치의 18%)을 구성했으며 전 세계 자수 생산량의 절반 이상이 생갈렌에서 시작되었다. 스위스 동부 인구의 5분의 1이 섬유산업에 종사하고 있었다. 그러나 제1차 세계대전과 대공황은 장크트갈렌 자수에 또 다른 심각한 위기를 일으켰다. 1950년대에만 섬유 산업이 다소 회복되었다. 오늘날 경쟁과 컴퓨터로 작동되는 자수 기계의 보급으로 인해 장크트갈렌에서는 축소된 섬유 산업만이 살아남았다. 그러나 자수 직물은 여전히 파리의 오뜨 꾸뛰르 디자이너들에게 인기가 있다.

## 지리
장크트갈렌은 스위스 북동부의 해발 약 700m 계곡에 위치해 있다. 스위스에서 가장 높은 도시 중 하나이므로 겨울에 눈이 많이 내린다. 이 도시는 콘스탄스 호수와 아펜첼 알프스 산맥 사이에 있다. (잰티스는 최고봉 2,502m). 따라서 인근에 훌륭한 레크리에이션 지역을 제공한다.
도심이 불안정한 잔디 지대에 지어졌기 때문에(창시자 갈루스는 도시가 아닌 수도원을 위한 부지를 찾고 있었다.), 계곡 바닥에 있는 모든 건물은 말뚝 위에 지어야 했다. 예를 들어, 기차역과 그 광장의 전체 기초는 수백 개의 말뚝을 기반으로 한다.
세인트 갈렌의 면적은 2017년 기준으로 39.38k㎡이다. 이 면적 중 27.7%는 농업용으로 사용되고, 28.2%는 산림이다. 나머지 토지 중 42.1%는 정착지(건물 또는 도로)이고 나머지(1.9%)는 불모지(강 또는 호수)이다.

### 기후
장크트갈렌은 짧고 따뜻한 여름과 길고 적당히 추운 겨울을 가진 서안 해양성 기후(Cfb)를 가지고 있다. 강수량은 일년 내내 매우 많으며 매우 흐린 기후를 가지고 있다.
1981년과 2010년 사이에 장크트갈렌은 연간 평균 141일의 비나 눈이 내렸고, 평균 강수량은 1,248mm였다. 가장 습한 달은 7월로 이 기간 동안 장크트갈렌은 평균 172mm의 강우량을 기록했다. 이달 동안 평균 강수일은 13.8일이었다. 강수량이 가장 많은 달은 6월과 7월 5월이었다. 일년 중 가장 건조한 달은 2월로 9.1일 동안 평균 강수량이 57mm이다.
| 장크트갈렌 (1991년~2020년)의 기후 | 장크트갈렌 (1991년~2020년)의 기후 | 장크트갈렌 (1991년~2020년)의 기후 | 장크트갈렌 (1991년~2020년)의 기후 | 장크트갈렌 (1991년~2020년)의 기후 | 장크트갈렌 (1991년~2020년)의 기후 | 장크트갈렌 (1991년~2020년)의 기후 | 장크트갈렌 (1991년~2020년)의 기후 | 장크트갈렌 (1991년~2020년)의 기후 | 장크트갈렌 (1991년~2020년)의 기후 | 장크트갈렌 (1991년~2020년)의 기후 | 장크트갈렌 (1991년~2020년)의 기후 | 장크트갈렌 (1991년~2020년)의 기후 | 장크트갈렌 (1991년~2020년)의 기후 |
| 월                                | 1월                               | 2월                               | 3월                               | 4월                               | 5월                               | 6월                               | 7월                               | 8월                               | 9월                               | 10월                              | 11월                              | 12월                              | 연간                              |
| --------------------------------- | --------------------------------- | --------------------------------- | --------------------------------- | --------------------------------- | --------------------------------- | --------------------------------- | --------------------------------- | --------------------------------- | --------------------------------- | --------------------------------- | --------------------------------- | --------------------------------- | --------------------------------- |
| 일평균 최고 기온 °C (°F)          | 2.9 (37.2)                        | 3.8 (38.8)                        | 7.9 (46.2)                        | 12.2 (54.0)                       | 16.5 (61.7)                       | 19.9 (67.8)                       | 21.7 (71.1)                       | 21.3 (70.3)                       | 16.8 (62.2)                       | 12.4 (54.3)                       | 7.0 (44.6)                        | 3.9 (39.0)                        | 12.2 (54.0)                       |
| 일일 평균 기온 °C (°F)            | 0.2 (32.4)                        | 0.8 (33.4)                        | 4.4 (39.9)                        | 8.1 (46.6)                        | 12.2 (54.0)                       | 15.7 (60.3)                       | 17.5 (63.5)                       | 17.2 (63.0)                       | 13.1 (55.6)                       | 9.2 (48.6)                        | 4.3 (39.7)                        | 1.3 (34.3)                        | 8.7 (47.7)                        |
| 일평균 최저 기온 °C (°F)          | −2.3 (27.9)                       | −2.0 (28.4)                       | 1.0 (33.8)                        | 4.2 (39.6)                        | 8.2 (46.8)                        | 11.8 (53.2)                       | 13.6 (56.5)                       | 13.6 (56.5)                       | 9.9 (49.8)                        | 6.3 (43.3)                        | 1.6 (34.9)                        | −1.6 (29.1)                       | 5.4 (41.7)                        |
| 평균 강수량 mm (인치)             | 67 (2.6)                          | 64 (2.5)                          | 87 (3.4)                          | 103 (4.1)                         | 156 (6.1)                         | 170 (6.7)                         | 174 (6.9)                         | 185 (7.3)                         | 138 (5.4)                         | 105 (4.1)                         | 93 (3.7)                          | 90 (3.5)                          | 1,433 (56.4)                      |
| 평균 강설량 cm (인치)             | 33 (13)                           | 45 (18)                           | 27 (11)                           | 10 (3.9)                          | 1 (0.4)                           | 0 (0)                             | 0 (0)                             | 0 (0)                             | 0 (0)                             | 3 (1.2)                           | 21 (8.3)                          | 37 (15)                           | 177 (70)                          |
| 평균 강수일수 (≥ 1.0 mm)          | 10.6                              | 9.4                               | 12.0                              | 11.3                              | 13.5                              | 13.8                              | 13.4                              | 12.8                              | 11.6                              | 10.5                              | 10.5                              | 11.6                              | 141.0                             |
| 평균 강설일수 (≥ 1.0 cm)          | 6.3                               | 6.4                               | 4.8                               | 1.7                               | 0.2                               | 0.0                               | 0.0                               | 0.0                               | 0.0                               | 0.4                               | 3.5                               | 6.0                               | 29.3                              |
| 평균 상대 습도 (%)                | 80                                | 76                                | 72                                | 68                                | 71                                | 72                                | 71                                | 74                                | 79                                | 81                                | 82                                | 80                                | 76                                |
| 평균 월간 일조시간                | 57                                | 79                                | 132                               | 168                               | 186                               | 200                               | 227                               | 209                               | 154                               | 101                               | 59                                | 48                                | 1,619                             |
| 가능 일조율                       | 27                                | 32                                | 38                                | 43                                | 42                                | 44                                | 50                                | 50                                | 44                                | 34                                | 26                                | 25                                | 40                                |
| 출처: 스위스 연방 기상청          |                                   |                                   |                                   |                                   |                                   |                                   |                                   |                                   |                                   |                                   |                                   |                                   |                                   |

### 방사능
연방 공중 보건국의 2009년 연례 보고서에 발표된 바와 같이 장크트갈렌은 스위스 도시 중 가장 높은 최대 방사능 측정치를 보고한 것으로 유명하다. 도시의 1일 평균 감마선 방사능 수치는 105nSv/h로 눈에 띄지 않는 반면, 최대치는 195nSv/h에 달할 수 있어 스위스에서 가장 높은 방사능 수치가 보고된 지역인 융프라우요흐의 평균 수준이다. 고도가 높기 때문에 우주선에 더 많이 노출된다. 같은 보고서는 장크트 갈렌에서 측정된 비정상적으로 높은 방사능 스파이크가 라돈의 방사능 생성물 때문이라고 설명한다. 폭풍우가 몰아치는 동안 땅으로 씻겨 내려가는 가스이지만, 이상 현상을 설명할 충분한 양의 라돈 가스와 그 제품이 어디에서 오는지 설명하지 않았다. 같은 정부 기관에서 발행한 라돈과 관련된 위험에 대한 2009년 연례 보고서에 따르면 장크트갈렌은 라돈 노출 수준이 가장 낮은 지역에 있다. 측정된 감마선에 더하여, 도시는 도시에서 남쪽으로 4km 떨어진 아펜첼 아우터 로즈(아펜첼 Outer Rhodes) 주의 위성 도시인 테우펜에서 방사성 삼중수소 오염에 노출될 수 있다고 밝혔다.

## 인구통계
2020년 12월 31일 기준, 장크트갈렌의 인구는 76,213명이다. 2019년 기준으로 전체 인구의 약 31.4%가 외국인이다.  인구는 매년 4.4%씩 증가했다. 2000년 기준으로 인구 대부분은 독일어(83.0%)를 사용하며, 이탈리아어를 두 번째로 많이 사용(3.7%)하고, 세르비아-크로아티아어가 세 번째(3.7%)이다. 2000년 기준으로 스위스의 공용어 중 60,297명이 독일어, 575명이 프랑스어, 2,722명이 이탈리아어, 147명이 로만슈어를 사용한다.

2000년 현재 장크트갈렌의 연령 분포는 0세에서 9세 사이의 6,742명(9.3%)이다. 10에서 19 사이의 7,595(10.5%); 20세에서 29세 사이 12,574명(17.3%); 30세에서 39세 사이 11,735명(16.2%); 40세에서 49세 사이 9,535명(13.1%); 50세에서 59세 사이 8,432명(11.6%); 60세에서 69세 사이 6,461명(8.9%); 70~79세 5,633명(7.8%) 80에서 89 사이의 3,255(4.5%); 90과 99 사이의 655(0.9%); 100세 이상 9명(0.0%)이 있다.
2000년에는 16,166명(22.3%)이 개인 주택에 혼자 살고 있었다. 17,137명(또는 23.6%)은 자녀가 없는 부부(기혼 또는 기타 약정)의 일부였으며 27,937명(또는 38.5%)은 자녀가 있는 부부의 일부였다. 한부모 가정에 거주하는 사람은 4,533명(6.2%)이었고, 한부모 또는 양부모와 함께 사는 성인 자녀는 419명, 친척으로 구성된 가구에 거주하는 사람은 475명, 혈연이 아닌 사람, 3,663명이 시설에 수용되거나 다른 유형의 공동 주택에 거주하고 있다.

### 과거 인구
역사적 인구는 다음 표에 나와 있다.
| 년도       | 인구            | 스위스국적 | % 독일어 | % 이태리어 | % 로만슈어 | % 개신교 | % 로마 가톨릭 |
| ---------- | --------------- | ---------- | -------- | ---------- | ---------- | -------- | ------------- |
| 1411       | ca. 2,300–2,900 |            |          |            |            |          |               |
| about 1500 | ca. 3,000–4,000 |            |          |            |            |          |               |
| 1680       | ca. 6,000       |            |          |            |            |          |               |
| 1766       | ca. 8,350       |            |          |            |            |          |               |
| 1809       | 8,118           |            |          |            |            |          |               |
| 1837       | 9,430           |            |          |            |            |          |               |
| 1850       | 17,858          | 16,529     |          |            |            | 50.4%    | 49.3%         |
| 1870b      | 26,398          | 23,805     |          |            |            | 49.8%    | 49.9%         |
| 1888       | 43,296          | 34,168     | 97.5%    | 1.4%       | 0.5%       | 49.0%    | 49.7%         |
| 1900       | 53,796          | 40,342     | 94.9%    | 3.6%       | 0.7%       | 46.8%    | 52.1%         |
| 1910       | 75,482          | 50,582     | 88.7%    | 9.5%       | 0.8%       | 43.5%    | 54.2%         |
| 1930       | 63,947          | 52,679     | 95.9%    | 2.5%       | 0.8%       | 48.5%    | 49.0%         |
| 1950       | 68,011          | 61,009     | 95.4%    | 2.6%       | 1.0%       | 49.3%    | 47.8%         |
| 1970       | 80,852          | 66,270     | 86.3%    | 8.6%       | 0.8%       | 42.1%    | 55.1%         |
| 1990       | 75,237          | 58,300     | 82.4%    | 5.6%       | 1.1%       | 35.1%    | 50.8%         |
| 2000       | 72,626          | 53,132     | 83.0%    | 3.7%       | 0.8%       | 28.9%    | 44.0%         |

### 종교
2000년 인구 조사에 따르면 31,978명(44.0%)이 로마 가톨릭 신자이고, 19,578명(27.0%)이 스위스 개혁 교회에 속해 있다. 나머지 인구 중 크리스찬 가톡릭 교회 신자는 112명(인구의 약 0.15%), 정교회 신자는 3,253명(인구의 약 4.48%)이며, 다른 기독교 교회에 속한 1,502명(인구의 약 2.07%)이다. 유대인은 133명(인구의 약 0.18%)이고, 무슬림은 4,856명(인구의 약 6.69%)이다. 다른 교회에 속해 있는 개인은 837명(인구의 약 1.15%)이며, 인구 조사에 등재되지 않았다. 7,221명(인구의 약 9.94%)은 교회에 속하지 않고, 불가지론자 또는 무신론자이며, 3,156명(인구의 약 4.35%)가 질문에 대답하지 않았다.

## 경제
2007년 기준으로, 장크트갈렌의 실업률은 2.69%이다. 2005년 기준으로 1차 경제 부문에 336명이 고용되어 있으며, 이 부문에 약 95개 기업이 참여하고 있다. 11,227명이 2차 부문에 고용되어 있고, 이 부문에 707개의 기업이 있다. 48,729명이 3차 부문에 고용되어 있으며, 이 부문에 4,035개의 기업이 있다.  2009년 10월 기준으로 평균 실업률은 4.5%였다. 시정촌에는 4857개의 기업이 있었고, 그중 689개는 경제의 2차 부문에, 4102개는 3차 부문에 참여했다. 2000년 현재 28,399명의 거주자가 지방 자치 단체에서 일했고, 8,927명의 거주자가 장크트갈렌 외부에서 일했으며, 31,543명이 일을 위해 지자체로 통근했다.
헬베티아 보험사는 장크트갈렌에 본사를 둔 주요 회사이다.

## 교육

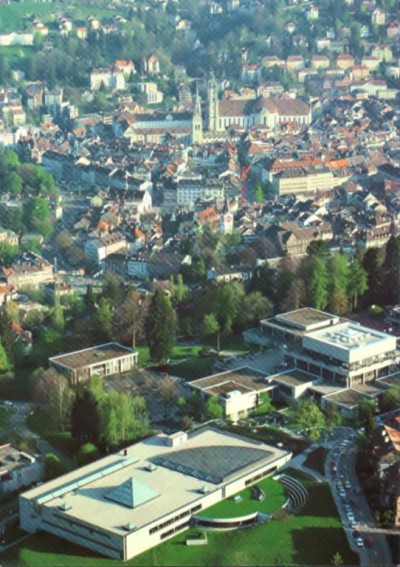
HSG 캠퍼스와 배경의 수도원

장크트갈렌은 현재 장크트갈렌 대학교(HSG)로 명명된 비즈니스 스쿨로 유명하다. 주간 독일 비즈니스 뉴스 잡지인 비르샤프츠보헤(Wirtschaftswoche)에서 유럽 최고의 비즈니스 스쿨로 선정했으며, 여러 다른 출처에서도 높은 평가를 받았다.  최근에 HSG는 국제 MBA를 유럽 최고의 프로그램 중 하나로 인정하고, 박사 과정을 운영하면서 이그제큐티브 교육에 대한 명성을 쌓아 왔다. HSG는 상거래법 뿐만 아니라 경영 및 경영학, 경제학, 정치학, 국제관계학, 경영법 학위를 제공하는 집중 대학이다. 경영학 석사 과정은 2014년 파이넨셜 타임스에서 HEC 파리를 제치고 1위를 차지했다. 현재 약 6,500명의 학생이 등록되어 있는 비교적 소규모이며 EQUIS 및 AACSB 인증을 모두 보유하고 있으며, 유럽 관리 학교 공동체(CEMS)의 회원이다. 이 대학은 전 세계에서 학생과 교수 교환 프로그램을 유지하고 있다. 장크트갈렌 대학교는 밀도가 높은 클럽으로도 유명하다. 특히 잘 알려진 것은 40년이 넘도록 장크트갈렌 심포지엄을 조직한 국제 학생 위원회이다. 장크트갈렌 심포지움은 전 세계적으로 가장 선도적인 학생 운영 경제 회의이며, 세대 간의 대화를 촉진하는 것을 목표로 한다.
장크트갈렌의 주립 학교 시스템에는 64개의 유치원, 21개의 초등학교, 7개의 중등학교 및 약 6,800명의 학생이 있다. 국가 시스템 외에도 장크트갈렌에는 로젠베르크 연구소가 있다. 이 학교는 전 세계에서 온 학생들을 끌어들이는 엘리트 기숙 학교이다. 연구소는 영어, 독일어 및 이탈리아어로 교육을 제공하고 학생들이 미국, 영국, 스위스, 이탈리아어, 독일어 및 기타 유럽 대학 프로그램에 입학할 수 있도록 준비시킨다.
주의 직업훈련 센터는 10,000명 이상의 학생과 다양한 전문 기관이 있는 스위스 최대의 직업 학교이다. 예를 들어, GBS 디자인 학교는 학생들에게 그래픽 디자인 실습에서 디자인 기초를 가르친다. 학교는 장크트갈렌시의 작은 구역인 리튀슬리(Riethüsli)에 있다.
장크트갈렌에서는 인구의 약 68.8%(25-64세)가 비필수 고등교육 또는 추가 고등교육(대학 또는 응용학문대학)을 완료했다. 2000년 현재 세인트갈렌의 전체 인구 중 15,035명(인구의 20.7%)이 이수한 최고 교육 수준은 초등 교육을 이수했으며, 27,465명(37.8%)이 중등 교육을 이수했으며, 10,249명(14.1%)이 3차학교에 다녔고, 2,910명(4.0%)은 학교에 다니지 않았다. 나머지는 이 질문에 대답하지 않았다.

## 관광
갈루스가 죽은 후 이곳은 게르만 문화의 중심지 중 하나가 되었다. 도시의 창시자인 갈루스의 발자취를 따랐던 수도사들의 창작활동 때문이다. 이것은 국가의 국가적 중요성을 지닌 수많은 유적지를 낳았다.
1992년에 장크트갈렌은 현재와 미래의 건설에서 통일된 구조와 외관을 만들기 위한 시의 노력으로 바커상을 수상했다.

### 국가중요문화재
세인트 갈렌에는 4개의 종교 건물을 포함하여 국가적으로 중요한 스위스 문화유산으로 등재된 28개의 유적지가 있다. 장크트갈렌 수도원, 성 카트리나의 이전 도미니칸 수도원, 성 라우렌첸의 개혁 교회 및 성모 마리아 노이도르프의 로마 가톨릭 교구 교회.
인벤토리에는 6개의 박물관 또는 기록 보관소가 있다. 여기에는 섬유 박물관, 역사 및 민족지 박물관, 주립 도서관 및 도시 기록 보관소, 예술 및 자연사 박물관, 라거하우스 박물관 및 장크트갈렌 주립 기록보관소가 포함된다. 장크트갈렌 전체가 유일한 고고학 유적지이다. 아이젠반브뤼케 BT(철도 교량)와 커스텀 하우스가 있는 크래체른-슈트라센브뤼케의 두 다리가 목록에 있다.
12개의 다른 사이트에는 주요 기차역, 주요 우체국, 장크트갈렌 대학교, 주립학교, 시립극장 및 2개의 타워(바서투름 및 트뢱크네트투름이 있는 로크레미세)가 있다.

## 교통
큰 도시 지역인 취리히는 장크트갈렌에서 남서쪽으로 80km 떨어져 있으며 자동차 또는 기차( ICN 기차)로 60분 거리에 있다.

### 도로
A1 고속도로는 장크트갈렌과 장크트 마르그레텐, 취리히, 베른 및 제네바를 연결한다. 1987년에는 도심 바로 아래에 있는 두 개의 터널(로젠베르크 및 슈테판스호른)을 통해 교통을 전달하는 도시 고속도로가 개통되었다.

### 공항
콘스탄스 호수 근처의 장크트갈렌-알텐라인 공항은 비엔나와 기타 목적지로 가는 정기 항공편을 제공한다.

### 대중교통

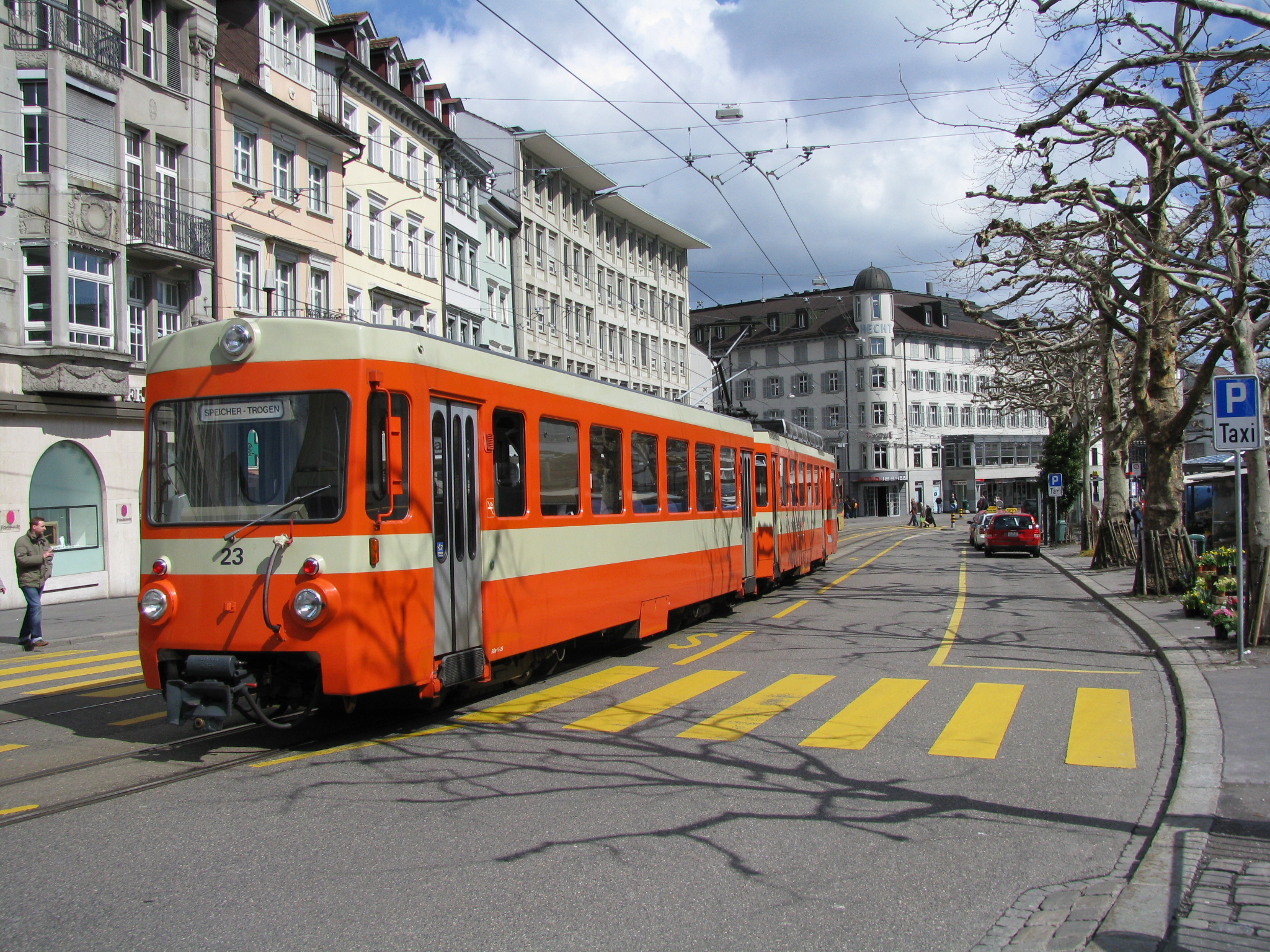
장크트갈렌 도로 위의 유사 트램궤도 위를 운행하는 트로겐 철도의 차량

#### 철도 및 트램
장크트갈렌역은 스위스 연방 철도망의 일부이며 취리히와 취리히 공항으로 30분 간격으로 인터시티 연결편이 있다. 장크트갈렌은 장크트갈렌과 루체른을 연결하는 쥐토스트반(SOB)과 같은 많은 사설 철도의 허브이며, 아펜첼 –장크트갈렌–트로겐 철도, 아펜첼 및 트로겐으로 연결되며 시내에서 트램 역할도 한다.

#### 버스
이 도시는 VBSG에서 운영하는 도시의 무궤도 전차망을 포함하여 밀집된 지역 버스 시스템을 갖추고 있으며 계곡 바닥에 잘 설치되어 있지만 언덕에서는 덜하다. 장크트갈렌은 아펜첼산 지역 근처에 위치해 있기 때문에 많은 포스트오토 (포스트버스) 연결편을 제공한다. 광역권에는 자체 장크트갈렌 S-반 시스템(지상 지역 열차)도 있다.